# James Cook (jugador)
James Cook (Miami, Florida; 25 de septiembre de 1999) es un jugador profesional estadounidense de fútbol americano, se desempeña en la posición de running back en Buffalo Bills, en la National Football League (NFL).

## Carrera
Hizo su debut profesional en el equipo Buffalo Bills, donde lleva jugando dos temporadas, comenzó en el 2022.